# Omslag

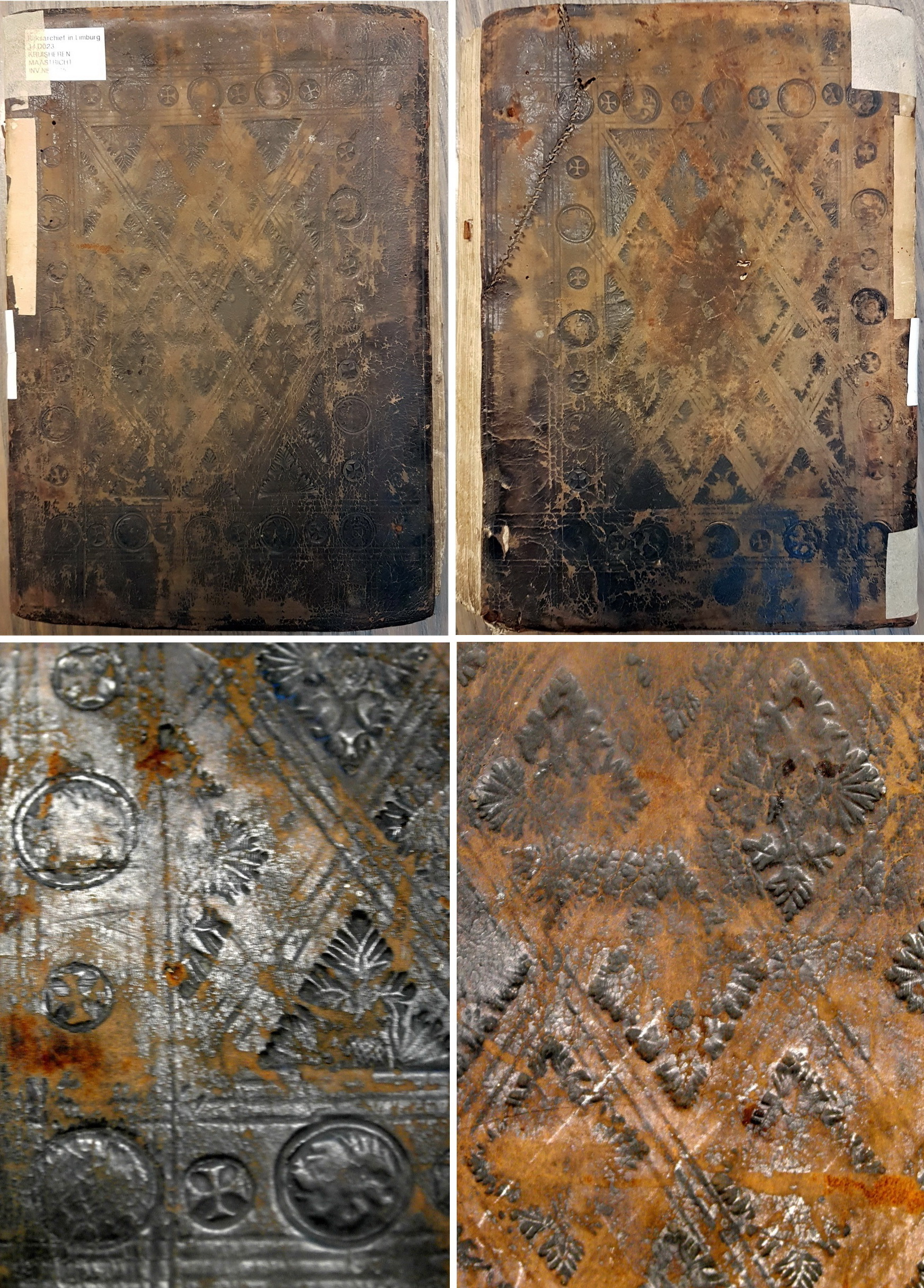
Voorzijde, achterzijde en details van een kalfsleren boekband, vervaardigd ca. 1572 in het Kruisherenklooster in Maastricht (RHCL, inv.nr. 335)

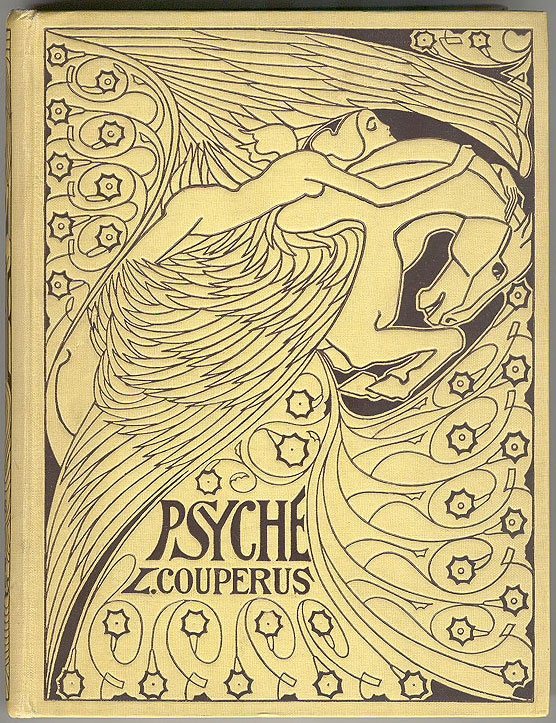
Een boekbandontwerp van Jan Toorop (1898)

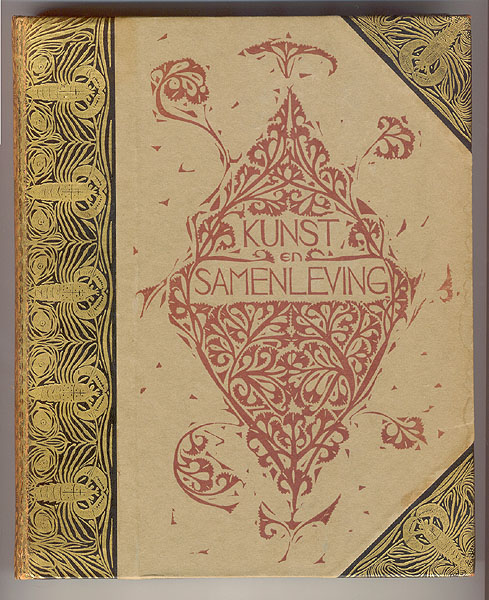
Een boekbandontwerp van G.W. Dijsselhof (1903)

Een  omslag, boekband of kaft is het kartonnen of papieren omhulsel van een boek of tijdschrift. Bij een paperback is de omslag van dun, buigzaam karton gemaakt. Een stofomslag is een extra, losse kaft om de eigenlijke omslag te beschermen. Vroeger hadden kostbare boeken een omslag van perkament of leer, soms versierd met stempels of zilverbeslag.

## Boeken
Bij boeken bestaat de boekband uit drie delen, meestal uitgevoerd in karton: het voorplat, de rug en het achterplat. In het midden zit het boekblok bestaande uit de samengebonden en/of gelijmde katernen (bladzijden).
Het karton wordt voorzien van een papieren of linnen bekleding, die bedrukt of bestempeld kan worden. In sommige gevallen wordt een luxere uitvoering gemaakt door het karton met leer of perkament te bekleden. Ook gebatikte stof en in sommige gevallen werd ook fineer (hout) gebruikt. Bij de moderne banden is ook plastic een bekledingsstof op het onderliggende karton. In de oudheid en middeleeuwen bestond de boekband meestal uit dik leer of houten platen met leer bekleed. Soms was deze zware band met ingelegd goud en edelstenen versierd.
De boekband wordt om het boek aangebracht door een boekbinder, die daarvoor talloze, soms eeuwenoude, technieken kan hanteren. Soms wordt een bijzondere vormgeving van de boekband opgedragen aan een boekbandontwerper.
Op de boekband worden de titel en eventueel versieringen aangebracht. Bij een papieren omhulsel zonder kartonnen versteviging wordt de naam omslag gebruikt. Deze methode is vooral in gebruik bij de zogenaamde pocketboeken en paperbacks.
Ter extra bescherming van het boek wordt in de meeste gevallen gebruikgemaakt van een zogenaamde stofomslag (dustjacket) of wikkel, een papieren vel dat voor- en achterkant en rug van het boek bedekt en daar met zijflappen omheen gevouwen is. Op die flappen staat meestal informatie over het boek of uitgeversmededelingen.

### Rugtitel
De titel van het boek staat meestal niet alleen op het voorplat maar ook op de rug, zodat de titel leesbaar is als het boek in een boekenkast staat. Is het boek dik genoeg, dan wordt de rugtitel zo gezet, dat de tekst leesbaar is als het boek rechtop in de kast staat. Bij een dunner boek is de rugtitel 90 graden gedraaid, waarbij er internationaal geen overeenstemming bestaat over de richting waarin de rugtitel moet staan.  Wanneer een Nederlands- of Engelstalig boek op tafel ligt met het voorplat naar boven, is de rugtitel meestal leesbaar. Bij boeken in de meeste andere talen staat de rugtitel meestal andersom.
Soms kan men aan de rugtitel zien dat een boek niet in eigen land gedrukt is. Een Duitse uitgever die een Nederlands boek drukt, zal vaak de rugtitel – vanuit Nederlands perspectief gezien – verkeerd om plaatsen.

### Ontwerp en vervaardiging
In de periode 1890-1940 werden vaak bekende kunstenaars als boekbandontwerper aangetrokken. Tegenwoordig wordt dat werk gedaan door de grafisch vormgever.
De boekband wordt zowel in de handboekbinderij (hooguit enkele tientallen exemplaren) als in de industriële boekbinderij (grote aantallen) gemaakt.

## Tijdschriften
Bij een tijdschrift wordt de papieren omslag of kaft ook wel cover genoemd.
Op de omslag van een tijdschrift staat vaak een opvallende foto die bij een van de artikelen in het betreffende tijdschrift hoort. Bij modetijdschriften is dat vaak een bekend fotomodel, die de cover model genoemd wordt.